# John Lambert (politiker)

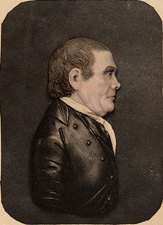
John Lambert

John Lambert, född 24 februari 1746 i Hunterdon County, New Jersey, död 4 februari 1823 i Hunterdon County, New Jersey, var en amerikansk politiker (demokrat-republikan). Han satt i New Jerseys senat 1790-1804 och var tillförordnad guvernör i delstaten från den 15 november 1802 till den 29 oktober 1803. Han representerade delstaten New Jersey i båda kamrarna av USA:s kongress, först i representanthuset 1805-1809 och sedan i senaten 1809-1815.
Lambert var verksam som jordbrukare i New Jersey. Han var ledamot av representanthuset i USA:s nionde och tionde kongress. Han efterträdde 1809 John Condit som senator för New Jersey. Han efterträddes sex år senare av James J. Wilson. Orten Lambertville fick 1814 sitt namn efter John Lambert.
Lamberts grav finns på begravningsplatsen Barber Burying Ground i Hunterdon County.